# El món sobre rodes
El món sobre rodes és la primera novel·la del barceloní Albert Casals i Serradó. Va ser editada el 2009 a Edicions 62 i el 2010 apareixia a la col·lecció Labutxaca.
Aquesta obra és un llibre de viatges de l'autor, que va patir una mononucleosi als cinc anys que va derivar en leucèmia i va acabar superant als vuit però el va deixar en cadira de rodes, on relata els seus periples per mig món tot sol amb l'objectiu de satisfer la seva curiositat per sobre dels condicionants de la seva malaltia. Al llibre, on es barregen les seves experiències i les reflexions dels seus diaris personals, explica com va viatjar amb un pressupost de 3 euros al dia, com va convèncer els seus pares perquè el deixessin viatjar sol i que li fessin un permís per no tenir dificultats a les duanes, les diverses històries que va viure i com va superar les dificultats que es va anar trobant. Prèviament havia fet un primer viatge amb el seu pare a Brussel·les on va aprendre tot el que era necessari per poder viatjar pel món.